# 中國政治史
中國政治史是中國政治制度发展与政治狀況的历史。

## 概況
自秦始皇統一中國，建立秦朝後，其所开创和奠定的“君主专制和中央集权”的政体影响了中国整整二千多年。譚嗣同《仁學》有言：「二千年來之政，秦政也，皆大盜也；二千年來之學，荀學也，皆乡愿也。惟大盜利用乡愿，惟乡愿工媚大盜」。儘管皇權同時受到道德勸誡，但對皇權的法律約束機制極不健全。皇權擴大，即“命為製，令為詔”，於是三綱觀念高度禮教化，《禮緯含文嘉》稱：“君為臣之綱，父為子之綱，夫為婦之綱。”。

## 古代至近世中國政治
中国歷朝歷代几乎一直都有奴隶，但奴隶从来不是社会的主体。先秦王朝都是封建领主统治的松散国家。自秦以来的王朝都是皇权至上、以地主阶级为统治基础的中央集权国家，同時不存在議會或立法機關等機構，為此國家法律制定及審議皆由皇帝決定。

### 封建時期
原始社会以氏族部落构成，后来逐渐出现社稷政权。堯、舜、禹时代采用禅让制继承统治权之后禹传位于他的儿子启 从此打破了禅让制的格局 进入皇位世袭制。传说禹的儿子啟建立夏朝，是中国第一个王朝。以后商推翻夏，周推翻商。周王朝丧失统治权以后，又进入了诸侯割据混战的春秋战国时期。

#### 氏族封建社会
商朝时虽然有一定规模的人祭和人殉现象，但是人祭中使用的都是战俘，这些战俘没有转化为奴隶就已经被杀掉了；人殉往往都是使用死者的亲属（有部分为自愿），可能有一定数量的家庭奴隶但并非生产用的奴隶。从墓葬来看，平民阶级占了商代人口的80%至90%，所以商朝不是奴隶社会。夏商两代已有分封诸侯的现象，但不够成熟。夏商时期的每一个宗族都是政治实体，贵族可以世袭官位，但是没有森严的等级制度，妇女和平民都地位较高而能参与政治。

#### 宗法封建社会
西周继承了商代的分封制，并使得分封制渐趋完善、成熟。西周统治者制定了森严的等级制度和礼仪形式，不同的级别的贵族和庶人只能享有不同档次的器物和权利。西周实行极其严格的宗法制，在家庭中，“小宗”必须无条件服从“大宗”。所有官职都被贵族世袭，妇女和平民受到歧视而无法参政。西周时期仍然有大规模的人祭和人殉现象，最高统治集团的腐败和暴政现象日益严重；“天子失德”，诸侯便不来朝见，周王朝逐渐衰落，平王东迁以后便无力统治天下。

#### 社会变革
春秋战国时代，各诸侯国相互竞争，为了图存自强，一些国家先后进行了政治的经济的改革，中国史书称之为“变法”。管仲、子产是推行新法制的先驱。到了战国时期，又有魏国李悝变法，楚国吴起变法，韩国申不害变法，赵国赵武灵王胡服骑射，齐国邹忌变法，燕国乐毅变法，秦国商鞅变法。这些变法运动都打击了贵族世袭势力，实行“军功授爵”和“唯才是举”。春秋时期的部分诸侯国已经在边缘地区设置郡、县等新的行政单位，战国时期则在内地广泛推行。商鞅变法是各国变法中最彻底的，为秦国统一中国奠定了基础。

### 君主專制時期
秦国凭借武力统一了中国，建立了中国第一个君主專制王朝，皇帝为天子，拥有至高无上的权力，皇帝的话语就是法律，是人治而非法治，皇帝的儿子继承皇位。秦朝建立之初，发生了一次关于国家政治体制的大争论，一派主张以地方自治为主封建制，一派主张以中央集权为主的郡县制。结果郡县制获胜。从此，自秦以后，中国主要采用中央集权的郡县制。但帝王精力有限，必須有一文官集團從旁協助，故有“相權”的產生。《清稗类钞》记录晚清官僚郭嵩焘的史论：“汉、唐以来，虽号为君主，然权力实不足，不能不有所分寄。故西汉与宰相、外戚共天下；东汉与太监、名士共天下；唐与后妃、藩镇共天下；北宋与奸臣共天下；南宋与外国共天下；元与奸臣、番僧共天下；明与宰相、太监共天下；本朝则与胥吏共天下耳。”
君主专制和中央集权强化了统一的国家观念，“合久必分，分久必合”描述了中国在统一和分裂的状态间不断循环的历史。通常的情况是一个王朝在建立的初期可以励精图治，多数农民耕者有其田，安居乐业，国家处于上升阶段。之后开始守成，社会矛盾逐渐积累。在王朝的末期，国家政治腐败，社会矛盾激化，土地兼并严重，遍地饥饿的无地无业流民，最终通过大规模的战争结束旧王朝，建立异姓的新王朝。或者是大规模的外族入侵，导致旧王朝的覆灭。
但是新的王朝很少有政治制度上的突破，几乎都是重复“秦政”，陷入一个死循环，使中国社会制度发展徘徊不前。故毛泽东曾有“百代皆行秦政制”诗句。不过，在秦制建立之后，曾有两次较大的改革，一次是北宋时代的王安石变法，一次是明代的张居正变法。这两次变法都是在官僚体制内部，自上而下进行的改革，没有从根本上触动君主专制和中央集权，甚至还有所强化，最终失败。

## 近代中國政治

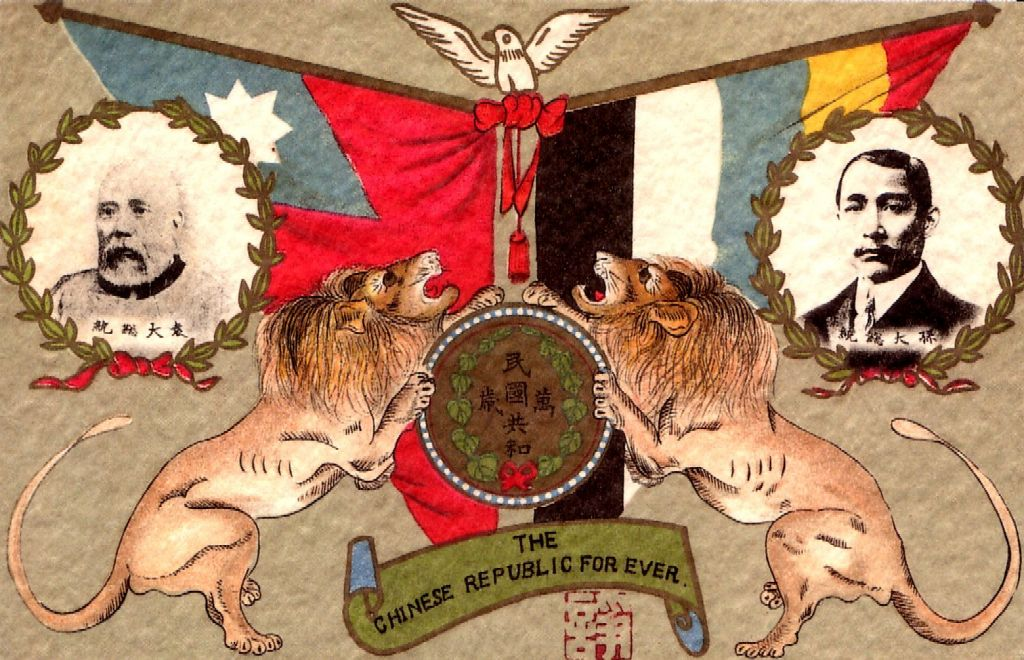
“共和万岁”

清朝末期，内忧外患，交相而至。日本明治维新，图强成功，给中国有识之士极大启发。因而产生中国历史上前所未有的“激进主义”思潮，渴望改革中国千来以来的陈旧制度。1898年，年轻的光绪皇帝在维新派的影响下发动戊戌变法，但是很快遭到慈禧太后反对失败。一部分改革势力进而转变成“革命派”，力图用暴力手段推翻保守的清朝政府。
清末的革命派拥有先进的政治理念，不同于历史上其他朝代末期的农民起义份子。同时一部分温和改革势力还寄希望于清朝统治者，在体制内部推动“君主立宪运动”，称之为“立宪派”，或者“保皇派”。庚子事变之后，朝廷内部的极端顽固势力被八国联军清算，立宪派趁机推动了一场改革运动，是为“清末新政”。
1911年辛亥革命推翻了封建帝制，建立了中國歷史上第一個共和制國家政權、以及亞洲第一個共和國，即中華民國，但由前清北洋新军领袖袁世凯任大总统。共和制很快遭到袁世凯的破坏，并于1915年短暫宣布恢复帝制。
以孙中山为首的革命黨人，继续发动武装斗争，力图重建民主共和国，並將從中國同盟會、民初國民黨以來一脈相傳的中華革命黨改組為中國國民黨（簡稱國民黨）。1928年，以国民党新领袖蒋介石为首的國民革命軍，發動北伐重新统一了中国。國民黨依孫中山手撰《國民政府建國大綱》所制定的军政、训政、宪政之建國三阶段，长期实行“训政”，建立起国民党「開明式」的一黨專政。
但是辛亥革命以及国民党没有解决清代遗留下来的土地问题。中国这一轮的“乱治周期”的土地问题压力尚未得到释放。因而一部分极端激进份子开始着眼于关注农民的土地问题。与此同时，1917年俄国建立第一个共產主義國家，并支持中国馬克思主義者成立了中国共产党，力图在资本主义尚不发达的中国，超越历史阶段建立共产主义社会制度。而这一策略也与中国土地分配需要进行调整的乱治周期相吻合，因而使这一次的中国传统农民起義带上了西方左翼激进思想的色彩，也就是毛泽东所说的“马克思主义与中国革命实践相结合”。
初期，中国共产党与中國国民党合作，共同反对北洋军阀把持的中华民国北洋政府。但是1927年，以蒋介石为首的国民党右派指责中共土地改革行为过激，并发动四一二事变，与中共分裂，并用武力围剿，欲消灭而后快。从此国共斗争成为近代中国历史主旋律。
1931年，中国共产党在自己控制的地區，建立了中华苏维埃共和国，尝试实行一种全新的社会制度。1937年，因抗日战争爆发，国共实行了八年合作，中共取消了中华苏维埃共和国。抗日战争结束后，国民党于1947年实行“行憲”，但也同時施行《動員戡亂時期臨時條款》，以抵禦共產黨的步步進逼；而共产党在自己控制的地区，实行一种“新民主主义”制度。1949年，中国共产党在國共內戰後取得大陆地区的控制權和統治權，建立了中华人民共和国，成為中國歷史上第二個共和制國家政權。新中國建政初期宣称继续实行“新民主主义”制度，不久宣布进行社会主义改造及實行人民民主专政，1958年，在反右斗争胜利之后，搞大跃进运动，力图跑步进入共产主义，以三年困難時期而宣告失败。隨後毛澤東在1966年發動文化大革命，至1976年毛澤東逝世，四人幫被捕，歷時十年的文革才結束。鄧小平掌權後實行改革開放政策，經濟得以快速發展。1989年鎮壓天安門民主運動後，中國共產黨的統治得以穩固。江澤民和胡錦濤執政時期延續鄧小平等人建立的「集體領導制」和「廢除終身制」，確保權力大致平穩交接，但習近平上台後取消了這些制度，建立起以個人為權力核心的長期執政體制。
中華民國政府則在1949年底撤退至臺灣，以台澎金馬為實際統治國土，蔣中正以反共為由繼續施行《动员戡乱时期临时条款》，維持國民黨一黨執政體制，共施行43年之久，直到1991年经国民大会决议及总统公告才于同年5月1日废止。自1987年解除戒嚴令起，中華民國開始實施諸多民主化政策，如國會全面改選、正副總統直選等，使中華民國至2000年政黨輪替時，已成為具有完整自由民主體制運作的國家，並推動轉型正義。

## 現狀
目前有四部宪法或基本法分别适用于中华民国、中华人民共和国、香港特别行政区和澳门特别行政区。

### 一个或两个中国
“中國”一词在政治上至少有两种解释：
- 中华民国（1912年至今）
- 中华人民共和国（1949年至今）

1912年到1949年，国际社会唯一承认的中国政府是中华民国政府。1945年第二次世界大战结束时，中华民国是联合国的创始国之一。1949年内战后，中华民国政府撤退到台湾，中國共產黨在大陸建立了中华人民共和国。1945年到1971年，国际社会普遍承认中國國民黨執政的中华民国政府为中国的合法政府。1971年10月25日，联合国大会通过了第2758号决议，由中华人民共和国政府取代中华民国政府在联合国的席位，中华人民共和国自此成为中国在联合国的唯一代表。
中華民國政府退守台灣後，中國大陸的中華人民共和國和台灣的中華民國各自宣稱為代表中國之唯一合法政府，双方在宪法层次没有放弃对兩岸領土的主权，但在現實中卻政權分立；領土分治、政府互不隶属，由一個國家框架內的兩個政府各自統治。國民黨政府曆來主張一個中國，希望能夠光復大陸統一中國，重建中华民国的历史使命。中華人民共和國政府则一贯以“解放台灣”为解决两岸关系问题的口号。1988年，李登辉繼任總統初期，“自由民主統一中國”取代了“三民主義統一中國”並在1996年之後又提出所謂“特殊的國與國關係”。
2000年，民主進步黨在政黨輪替後執政，逐漸改變迁台後國民黨政府的两岸政策，转而積極推進臺灣正名運動等，进行台灣本土化教學的教育改革，試圖使台灣人民“脫離大中華史觀和大一統思想”，並強調只要臺灣人民同意，不排除臺灣海峽兩岸將來建立任何一種關係的可能。
而在此同時，中華人民共和國政府則積極在國際社會上主張「中華民國已被取代」，中華人民共和國是中國的「唯一合法代表」，并且「台湾属于中华人民共和国」。儘管已經結束了戰爭和危機，兩岸关系在如此的刺激之下变得极为危险。
臺灣人民對於國家認同與歸屬的問題並沒有一致的見解。有些台灣人所認同的國家是“中華民國”，認為中国是指包括中國大陸和台澎金馬的整个大中華地區(一個中國)。有部份台灣人傾向於認為兩岸的現況就是「兩個中國」，亦即中國處在主權分裂狀態。部份的台灣人則認為，「中國」指的是中國大陸地區，即中華人民共和國；而「臺灣」本身就是一主權獨立的國家，其正式的國名叫中華民國，與中華人民共和國互不隸屬，但並不否認自身中華文化的傳承。部分台灣人，不認為自己是中國人，認為“大陆人”才是“中國人”。臺灣有人認為，正是中華人民共和國政府的政策和行為，助長了台灣獨立觀點的成長。
中國大陸的很多人認為，台灣是中國的一部分，而且這個中國指的是中華人民共和國。也有人认为台湾是中国的一部分，这个中国指的是孫中山等人建立的中华民国。中國大陸有很多人對臺灣民進黨政府所推動的台灣獨立運動极为不满，認為“政治是政治，國家是國家，你可以不認同三民主義或者共產主義，但不能否認自己是中國人”。
有人认为隨著海峡兩岸之间經貿交流日深，在中国大陆民主化以后，两岸会在政治問題上找到平衡點。但根據中華民國行政院大陸委員會於2010年12月所作的民意調查，高達87.3%的絕大部分台灣民衆認為應該維持現狀(廣義)：儘快宣布獨立：6.4%；維持現狀，以後走向獨立：17.6%；永遠維持現狀：28.4%；維持現狀，看情形再決定獨立或統一：34.2%；維持現狀，以後走向統一：7.1%；儘快統一：1.2%；不知道／無意見：5.2%。在多次修憲、國會全面改選與總統直接民選後的民主鞏固時代，支持台灣獨立的比例緩步微升、且通常穩定地高於支持統一的比例，而均低於支持維持現狀的比例。換言之，就目前情況，與中國大陸的任何政治結合在台灣都是最缺乏民意基礎與政治市場的選項。

## 政治思想史

### 古典政治思想史

#### 孟子
孟子的民本思想。“民为贵，社稷次之，君为轻。”意思是说，人民放在第一位，国家其次，君在最后。孟子認為君主應以愛護人民為先，為政者要保障人民權利。孟子贊同若君主無道，人民有權推翻政權。有傳明太祖朱元璋因不滿孟子的民本思想，曾命人刪節《孟子》中的有關內容。
孟子仁政與王道。孟子主張君主行仁政，承接性善論，孟子認為「人有不忍人之心」，乃有「不忍人之政」，君主只要將自己的仁德推廣，所謂「幼吾幼以及人之幼，老吾老以及人之老」，由愛護自己的家人，到愛護國民，就是仁政。
推行仁政的具體措施是行「王道」，要使人民富足，百姓安樂，即「保民而王」，人民自然擁戴君主，國家自然富強安定。

#### 荀子
《史记》记载李斯「乃从荀卿学帝王之术」，李斯辅佐秦始皇统一天下，也可以说是对荀子帝王之术的一种实践。

#### 董仲舒
董仲舒的天人感应学说，企图以“天意”制衡君权。

#### 韩愈
韩愈提出“道统”说，强调思想有其自身的继承关系，不受君王左右。

#### 黄宗羲
黄宗羲的民本思想。黄宗羲和顾炎武、王夫之等是明代中國民本與民主思想萌芽的代表人物。《明夷待访录》是這方面的重要著作。黄宗羲提出“天下为主，君为客”、官員應當“為天下，非為君也；為萬民，非為一姓也”，“天子之所是未必是，天子之所非未必非”、“有治法而后有治人”、“必使治天下之具皆出于学校”（學校指一種機構）、“公其非是于学校”等觀點。有學者認爲黄宗羲的思想仍屬治权在君，並沒有到達近代民主思想的標準，也有學者認爲黄宗羲的思想是近代民主思想，在民权理论上還超越了歐洲的卢梭。

### 近代政治思想史
- 孙中山的三民主义
- 宋教仁的宪政思想
- 毛泽东的无产阶级专政学说

## 对中国政治史的评价
钱穆説：「政治制度是現實的，每一制度，必須針對現實，時時刻刻求其能變動適應。任何制度，斷無二三百年而不變的。但無論如何變，一項制度背後的本原精神所在，即此制度之用意的主要處仍可不變。於是每一項制度，便可循其正常軌道而發展，此即此一項制度之自然生長。制度須不斷生長，制定須在現實要求下生長，制度決非憑空從某一種理論而產生，而係從現實中產生者。惟此種現實環境中所產生之此項制度，則亦必然有其一套理論與精神。理論是由此制度之精神生命，現實是此制度之血液營養，二者缺一不可。」“以后满清是推翻了，不过连我们中国的全部历史文化也同样推翻了。这因当时人误认为满清的政治制度便完全是秦始皇以来的中国旧传统。又误认为此种制度可以一言蔽之曰帝王的专制。于是因对满清政权之不满意，而影响到对全部历史传统文化不满意。但若全部传统文化被推翻，一般人对其国家以往传统之一种共尊共信之心也没有了。”「現在我們則對於政治上的一切制度，好像拿一種試驗的態度來應付，而對此制度並沒有進入共尊共信之境，空憑一個理論來且試一下，這問題就大了。甚至其他國家一兩個月的新東西，或是幾個人的新理論，我們也高興拿來隨便試，隨便用。……試問哪裡有無歷史因襲的政治，無傳統沿革的制度，而可以真個建立得起來的？我們硬說中國歷史要不得，中國社會須徹底地改造，把政治制度和革命推翻的口號混淆在一起。我們並不根據歷史事實，而空嚷要打倒。其實這問題已轉了身，已不是某種政治與制度該打倒，某種社會與經濟該改造，而是全部文化該廢棄了。」「中國的政治制度，相沿日久，一天天的繁密化。一個制度出了毛病，再訂一個制度來防制它，於是有些却變成了病上加病。制度愈繁密，人才愈束縳。這一趨勢，却使中國政治有後不如前之感。」「我們的傳統政治，往往一個制度經歷幾百年老不變，這當然只說是法治，是制度化。法治之下，人才就受束縛了。」

## 延伸閱讀
- 白彤东：〈中国是如何成为专制国家的?（页面存档备份，存于）〉。
- 魏希德：〈重塑中國政治史（页面存档备份，存于）〉。

周雪光：〈运动型治理逻辑：中國國家治理的制度邏輯再思考（页面存档备份，存于）〉。
- 钱穆：《中国历代政治得失》